# Anthony Hamilton
Anthony Hamilton, (Charlotte, 28 de janeiro de 1971) é um cantor e produtor musical norte-americano. Ele alcançou a fama com seu álbum Comin' from Where I'm From (2003).

## Discografia

### Álbuns de estúdio
- 1996: XTC
- 2003: Comin' from Where I'm From
- 2005: Soulife
- 2005: Ain't Nobody Worryin'
- 2007: Southern Comfort
- 2008: The Point of It All
- 2011: Back To Love
- 2014: Home for the Holidays
- 2015: What I'm Feelin'

### Singles
| Ano  | Single                                                             | Posições nas paradas | Posições nas paradas | Álbum                                 |
| Ano  | Single                                                             | E.U.A                | E.U.A R&B            | Álbum                                 |
| ---- | ------------------------------------------------------------------ | -------------------- | -------------------- | ------------------------------------- |
| 1996 | "Nobody Else"                                                      | —                    | 63                   | XTC                                   |
| 2003 | "Comin' from Where I'm From"                                       | —                    | 60                   | Comin' from Where I'm From            |
| 2004 | "Charlene"                                                         | 19                   | 3                    | Comin' from Where I'm From            |
| 2005 | "Can't Let Go"                                                     | 71                   | 13                   | Ain't Nobody Worryin'                 |
| 2006 | "Sista Big Bones"                                                  | —                    | 51                   | Ain't Nobody Worryin'                 |
| 2007 | "Struggle No More (The Main Event)" (com Jaheim e Musiq Soulchild) | —                    | 32                   | Trilha sonora de Daddy's Little Girls |
| 2007 | "Do You Feel Me"                                                   | —                    | 61                   | Trilha sonora de American Gangster    |
| 2008 | "Cool" (com David Banner)                                          | 79                   | 19                   | The Point of It All                   |
| 2009 | "The Point of It All                                               | —                    | 19                   | The Point of It All                   |

### Participações em singles
| Ano  | Single                                                | Posições nas paradas | Posições nas paradas | Álbum                       |
| Ano  | Single                                                | E.U.A                | E.U.A R&B            | Álbum                       |
| ---- | ----------------------------------------------------- | -------------------- | -------------------- | --------------------------- |
| 2002 | "Thugz Mansion" (2Pac com Anthony Hamilton)           | —                    | 111                  | Better Dayz                 |
| 2002 | "Po' Folks" (Nappy Roots com Anthony Hamilton)        | 21                   | 13                   | Watermelon, Chicken & Gritz |
| 2003 | "Sunshine" (Twista com Anthony Hamilton)              | —                    | —                    | Kamikaze                    |
| 2004 | "Stay for a While" (Angie Stone com Anthony Hamilton) | —                    | 70                   | Stone Love                  |
| 2004 | "Why" (Jadakiss com Anthony Hamilton)                 | 11                   | 4                    | Kiss of Death               |
| 2006 | "Hustler's Dream" (The Game com Anthony Hamilton)     | —                    | —                    |                             |
| 2007 | "I'm Not Perfect" (J. Moss com Anthony Hamilton)      | —                    | 111                  | V2... The J. Moss Project   |

#### Outras colaborações
| Ano  | Canção                                | Artista                    | álbum                                        |
| ---- | ------------------------------------- | -------------------------- | -------------------------------------------- |
| 1995 | "Wherever You Are"                    | Anthony Hamilton           | —                                            |
| 1997 | "Pay Attention"                       | Cru                        | Da Dirty 30                                  |
| 1997 | "Things We Be Doin' for Money, Pt. 2" | Busta Rhymes               | When Disaster Strikes                        |
| 1998 | "Hold Your Head Up"                   | Heltah Skeltah             | Magnum Force                                 |
| 2001 | "Last Night"                          | Sunshine Anderson          | Your Woman                                   |
| 2002 | "The Gambler"                         | Xzibit                     | Man vs. Machine                              |
| 2002 | "Twisted"                             | Santana                    | All That I Am                                |
| 2002 | "Thugz Mansion" (7 Remix)             | 2Pac                       | Better Dayz                                  |
| 2002 | "Ryde Away"                           | Eve                        | Eve-Olution                                  |
| 2003 | "I Was the One"                       | Da Brat                    | Limelite, Luv & Niteclubz                    |
| 2003 | "Can I Live"                          | Nick Cannon                | Nick Cannon                                  |
| 2003 | "Bluegrass Stain'd"                   | Mark Ronson                | Here Comes the Fuzz                          |
| 2003 | "'Bout to Get Ugly"                   | Mark Ronson                | Here Comes the Fuzz                          |
| 2003 | "Push On"                             | Nappy Roots                | Wooden Leather                               |
| 2003 | "Sick and Tired"                      | Nappy Roots                | Wooden Leather                               |
| 2003 | "Kwah/Home"                           | The RH Factor              | Hard Groove                                  |
| 2004 | "Make It Home"                        | Spitfiya                   | Trilha sonora Barbershop 2: Back in Business |
| 2004 | "Ghetto Show"                         | Talib Kweli                | The Beautiful Struggle                       |
| 2005 | "Around the World"                    | Lina                       | The Inner Beauty Movement                    |
| 2005 | "Long Time"                           | Ying Yang Twins            | U.S.A. (United State of Atlanta)             |
| 2005 | "Nobody Knows"                        | Nelly                      | Suit                                         |
| 2005 | "Sunshine to the Rain"                | Miri Ben-Ari               | The Hip-Hop Violinist                        |
| 2005 | "She Was Just a Friend"               | Miri Ben-Ari               | The Hip-Hop Violinist                        |
| 2005 | "Lay Lady Lay"                        | Buddy Guy                  | Bring 'Em In                                 |
| 2005 | "Carolina Pride"                      | Nomb                       | Smoke in the City                            |
| 2005 | "Can I Live"                          | Nick Cannon                | Stages                                       |
| 2005 | "More"                                | Syleena Johnson            | Chapter 3: The Flesh                         |
| 2005 | "Some Kind of Wonderful"              | Anthony Hamilton           | Trilha sonora de In the Mix                  |
| 2005 | "Since I Seen U"                      | 3160011                    | Sex, Money, and Clubs                        |
| 2005 | "Bad On You"                          | Sy Smith                   | The Syberspace Social                        |
| 2006 | "Dear Life"                           | Anthony Hamilton           | Trilha sonora de Step Up                     |
| 2006 | "Hustler's Dream"                     | The Game                   | Doctor's Advocate                            |
| 2006 | "Dear Mama" (Frank Nitty Remix)       | 2Pac                       | Pac's Life                                   |
| 2006 | "Since I Seen't U (Be Wit You)"       | Splitzide                  | 2 Sides of the Story                         |
| 2007 | "Losing You"                          | Keyshia Cole               | Just Like You                                |
| 2007 | "Nowhere Fast"                        | Josh Turner                | Everything Is Fine                           |
| 2007 | "How We Feel"                         | Chingy                     | Hate It or Love It                           |
| 2007 | "The Cleanse"                         | The Bottom Dwellerz        | Cracks of the Concrete                       |
| 2007 | "Silent Night"                        | Boney James                | Trilha sonora de This Christmas              |
| 2008 | "Baby Boy, Baby Girl"                 | Mint Condition             | E-Life                                       |
| 2008 | "Silence Kills"                       | Tarsha' McMillian Hamilton | The McMillian Story                          |
| 2008 | "Lay It Down"                         | Al Green                   | Lay It Down                                  |
| 2008 | "You've Got the Love I Need"          | Al Green                   | Lay It Down                                  |
| 2008 | "Everything"                          | Young Jeezy                | The Recession                                |
| 2008 | "Home"                                | John Rich                  | Randy Jackson's Music Club, Vol. 1           |
| 2017 | "Carnival"                            | Gorillaz                   | Humanz                                       |

## Prêmios e indicações
- BET Awards
  - 2006, Prêmio BET J Cool Like Dat (vencedor)
  - 2006, Melhor Artista Masculino de R&B (indicado)
  - 2005, Melhor Artista Masculino de R&B (indicado)
  - 2005, Melhor Colaboração: "Why?" (indicado)
  - 2004, Melhor Artista Masculino de R&B (indicado)
  - 2004, Melhor Artista Novo (indicado)
- Critics Choice Awards
  - 2008, Melhor Canção: "Do You Feel Me" (indicado)
- Grammy Awards
  - 2004, Melhor Álbum de R&B Conteporâneo: "Comin' from Where I'm From" (indicado)
  - 2010, Melhor Performance Vocal Masculina de R&B: "The Point Of It All" (indicado)
  - 2010, Melhor Performance Vocal de R&B Tradicional: "Soul Music" (indicado)
  - 2010, Melhor Álbum de R&B: "The Point Of It All" (indicado)
  - 2009, Melhor Performance Vocal de R&B Tradicional: "You've Got The Love I Need" com Al Green (vencedor[2])
  - 2013, Melhor álbum de R&B "Back To Love" (indicado)
  - 2013, Melhor música de R&B "Pray For Me" (indicado)
- Image Awards
  - 2005, Ótima Canção: "Charlene" (indicado)
  - 2005, Ótimo Artista Masculino: "Charlene" (indicado)
  - 2004, Ótimo Artista Novo: "Comin' From Where I'm From" (indicado)
- MOBO Awards
  - 2006, Melhor Reggae (indicado)
- Soul Train Awards
  - 2006, Álbum Masculino de R&B/Soul Favorito: Soulife (indicado)
  - 2005, Single Masculino de R&B/Soul Favorito: "Charlene" (indicado)
  - 2004, Single Masculino de R&B/Soul Favorito: "Comin' From Where I'm From" (indicado)
  - 2004, Álbum Masculino de R&B/Soul Favorito: Comin' From Where I'm From (indicado)
- Vibe Music Awards
  - 2004, Melhor Colaboração: "Why" (vencedor)
  - 2004, Vibe Next Award (vencedor)
  - 2004, Canção de R&B do Ano: "Charlene" (indicado)